# Крикун, Серафим Иванович
Серафим Иванович Крикун (1917—2008) — советский военный, генерал-майор (1965).

## Биография
Родился 19 июля (1 августа — новый стиль) 1917 года в селе Сахновка Киевской губернии, ныне Черкасской области Украины.
Военную службу начал в 1937 году в органах государственной безопасности. В 1940 году окончил Украинскую межкраевую школу Главного управления государственной безопасности НКВД в Харькове, после чего работал следователем в следственных подразделениях НКВД. В этом же году стал членом ВКП(б). Был участником Великой Отечественной войны. После войны, в 1946 году перешёл на работу в аппарат ЦК КП(б) Украины, где до 1950 года работал инструктором ЦК по западным областям Украинской ССР. В 1953 году окончил В Киеве Высшую партийную школу при ЦК КП Украины и продолжил работать в органах КГБ.
В 1954 году С. И Крикун работал начальником 4-го Управления МВД Украинской ССР. В 1954—1956 годах — начальник 4-го Управления КГБ при Совете Министров УССР. В 1957—1959 годах — начальник Управления КГБ при Совета Министров УССР по Киевской области. В 1959—1961 годах — начальник 2-го Управления КГБ при Совете Министров УССР.
С 1961 года по 1970 год Серафим Иванович работал заместителем председателя КГБ при Совете Министров Украинской ССР, а с 1970 по 1974 год был 1-м заместителем председателя КГБ при Совете Министров УССР.
В 1974—1983 годах работал начальником школы КГБ № 204 (позже школа стала называться Высшими курсами КГБ УССР, в настоящее время — Национальная академия Службы безопасности Украины).
С 1983 года находился в отставке. Проживал в Киеве, где умер 26 января 2008 года.
Был награждён двумя орденами Красного Знамени и двумя орденами Красной Звезды, а также медалями, среди которых «За доблестный труд».